# Gottschea graeffeana
Gottschea graeffeana là một loài rêu tản trong họ Schistochilaceae. Loài này được (J.B. Jack & Stephani) Grolle & Zijlstra miêu tả khoa học lần đầu tiên năm 1984.